# نورا کروز کبرال
نورا کروز کبرال (انگلیسی: Nora Cruz Quebral)؛ پیشگام در رشته ارتباطات توسعه در آسیا است؛ و به عنوان «مادر توسعه ارتباط» نیز شناخته می‌شود. او این رشته تحصیلی را ابداع کرد و بسیاری از پژوهشگران در این رشته را آموزش داده‌است. در میان دانشجویانش، مربیان و کارشناسانی مانند فلیکس لیبره رو، پدرو بونه او ، آنتونیو موران، الکساندر فلور، رکس ناوارو و ماریا سلست کادیز را می‌توان نام برد.